# Macizo de Andringitra
El Macizo de Andringitra (traducido: "desierto de rocas")es un macizo granítico situado dentro del Parque Nacional de Andringitra en Madagascar. Su alcance es de aproximadamente 64 kilómetros (39,8 mi) de largo. En su zona central, la fila montañosa es de casi 10 kilómetros (6,2 mi) de ancho, aunque es mucho más estrecho en ambos extremos. Imarivolanitra (antes Pic Boby), el pico más alto, se sitúa en 2658 metros (8.720 pies) de altura.
El macizo varía drásticamente a lo largo de su fila según la pendiente y la altitud. Las laderas orientales tienden a ser áridas, con abruptos acantilados y canales excavados en la roca por la erosión de las tormentas tropicales. Las laderas occidentales tienden a inclinarse más gradualmente y están parcialmente cubiertas de bosques.La base de las montañas son tropicales, donde el bosque da paso a espesas alfombras de líquenes.A aproximadamente 2000 metros (6561,7 pies), hay un cinturón de arbustos resistentes. Por encima de este cinturón, las montañas se vuelven praderas.
Está ocupado principalmente por pastores que se desplazan en un intento por encontrar las zonas de pasto más frescas para su ganado.Los turistas y aventureros también han visitado el área, ya que ofrece oportunidades para hacer caminatas y mochileros, así como vistas de sus formaciones geológicas.

## Geología
El macizo está situado en una zona geológicamente estable, sobre suelo precámbrico sólido, lo que demuestra que estas montañas se formaron a partir de un evento volcánico relativamente repentino. Las montañas tienen muchos acantilados y elevaciones pronunciadas, así como varias formaciones volcánicas. El macizo de Andringitra contiene muchos sitios notables de erosión de granito, que se han formado a lo largo de millones de años.